# Gai Antisti Vet (tribú)
Gai Antisti Vet (en llatí Caius Antistius Vetus) va ser un magistrat romà. Era fill d'Antisti Vet. Formava part de la gens Antístia i era de la família dels Vet.
Va ser designat qüestor per Juli Cèsar quan era propretor a la Hispània Ulterior, l'any 61 aC, com agraïment al seu pare, que va ser propretor a Hispània i Cèsar era el seu qüestor. L'any 57 aC Gai Antisti Vet va ser tribú de la plebs i va donar suport a la tornada de Ciceró de l'exili, en oposició a Publi Clodi Pulcre. A la Segona guerra civil romana va donar suport al partit de Cèsar. Era a Síria l'any 45 aC lluitant contra Quint Cecili Bas que intentava apartar les tropes del costat de Cèsar. Va assetjar Bas a Apamea, però es va haver de retirar en acostar-se els parts.
L'any 34 aC va fer la guerra als salasses i el 30 aC va ser nomenat cònsol sufecte. Va acompanyar a August a Hispània l'any 25 aC i quan l'emperador es va posar malalt va seguir la guerra contra els càntabres i àsturs als que finalment va sotmetre.